# Signalman
Signalman è un personaggio immaginario della DC Comics. Comparve per la prima volta in Batman vol. 1 n. 112 nel dicembre 1957, e fu creato da Bill Finger e Sheldon Moldoff.

## Biografia del personaggio
Un gangster, e pensava in grande. Giunse a Gotham City con l'intenzione di creare una propria organizzazione e renderla grande, solo per sentirsi ridere in faccia, quando fece il suo tentativo, poiché non possedeva una reputazione. Fumante di rabbia, si dedicò a sbalordire i mafiosi di Gotham, e quando capì che la società moderna era regolata dai segni, segnali e simboli, trovò l'ispirazione per la sua carriera. Diventando Signalman.
Infine, catturato da Batman e Robin, ritornò per una rivalsa, un anno dopo in Batman n. 214, diventando un'imitazione di Freccia Verde, facendosi chiamare Blue Bowman, dall'inglese, "Arciere Blu", in Batman n. 137. Dopo questo, non si rivide fino al 1976, quando riprese il mantello di Signalman in Detective Comics n. 466. Questa volta, tentò di intrappolare Batman nel Batsegnale.
Nelle pagine di Crisi d'Identità, si fece cenno al fatto che Signalman venne rapito dal Dottor Moon e da Phobia, un evento confermato nelle pagine di Manhunter, che ne descrisse le torture e la morte apparente attraverso un video pre-registrato.
Da quel giorno in poi, Signalman fu membro della Società segreta dei supercriminali, e, facendone parte, combatté spesso contro la Justice League e la Justice Society. Un anno dopo, però, comparve in Justice League of America n. 1 come un confuso informatore sulla droga per Black Lightning. Comparve anche in costume in Crisi finale n. 1, mentre viene arrestato. Negli ultimi anni, una cosa che accade spesso nella comunità dei super criminali è fare degli commenti poco piacevoli sul suo costume pieno di simboli.

## Poteri e abilità
Signalman non possiede nessun potere super umano. È un abile combattente nel corpo a corpo. Porta con sé degli oggetti, come pistole a gas, piccoli razzi che prendono fuoco, ed un dispositivo con controllo in remoto posto nella sua cintura in grado di alterare la ricezione di segnali di natura elettronica.

## Altre versioni
- Nella miniserie Kingdom Come appare un personaggio comprimario di nome "Signalwoman". Si tratta di una donna calva, il lato sinistro del volto è completamente coperto di tatuaggi che riprendono il simbolo del costume originale.
- Nel fumetto Batman Beyonds, un Singnalman ormai anziano e ravveduto viene ucciso da Due Facce ed il suo corpo viene poi trovato da Terry McGinnis[2]

## Altri media

### Televisione
- Il personaggio di Signalman appare nell'episodio La divisione di Batman (A Batman Divided) della serie animata Batman: The Brave and the Bold. Slegato dal personaggio, appare anche Blue Bowman come controparte  malvagia di Freccia Verde nella dimensione del Sindacato dell'Ingiustizia guidato da Owlman nell'episodio Mondo Parallelo (Deep Cover for Batman).